# Borghetto Santo Spirito
Borghetto Santo Spirito ( Borghetto in ligure) è un comune italiano di 4 549 abitanti della provincia di Savona in Liguria.

## Geografia fisica
Il territorio di Borghetto Santo Spirito è situato lungo le falde del colle Piccaro (281 m), presso la foce del torrente Varatella, nella Riviera delle Palme.

## Storia

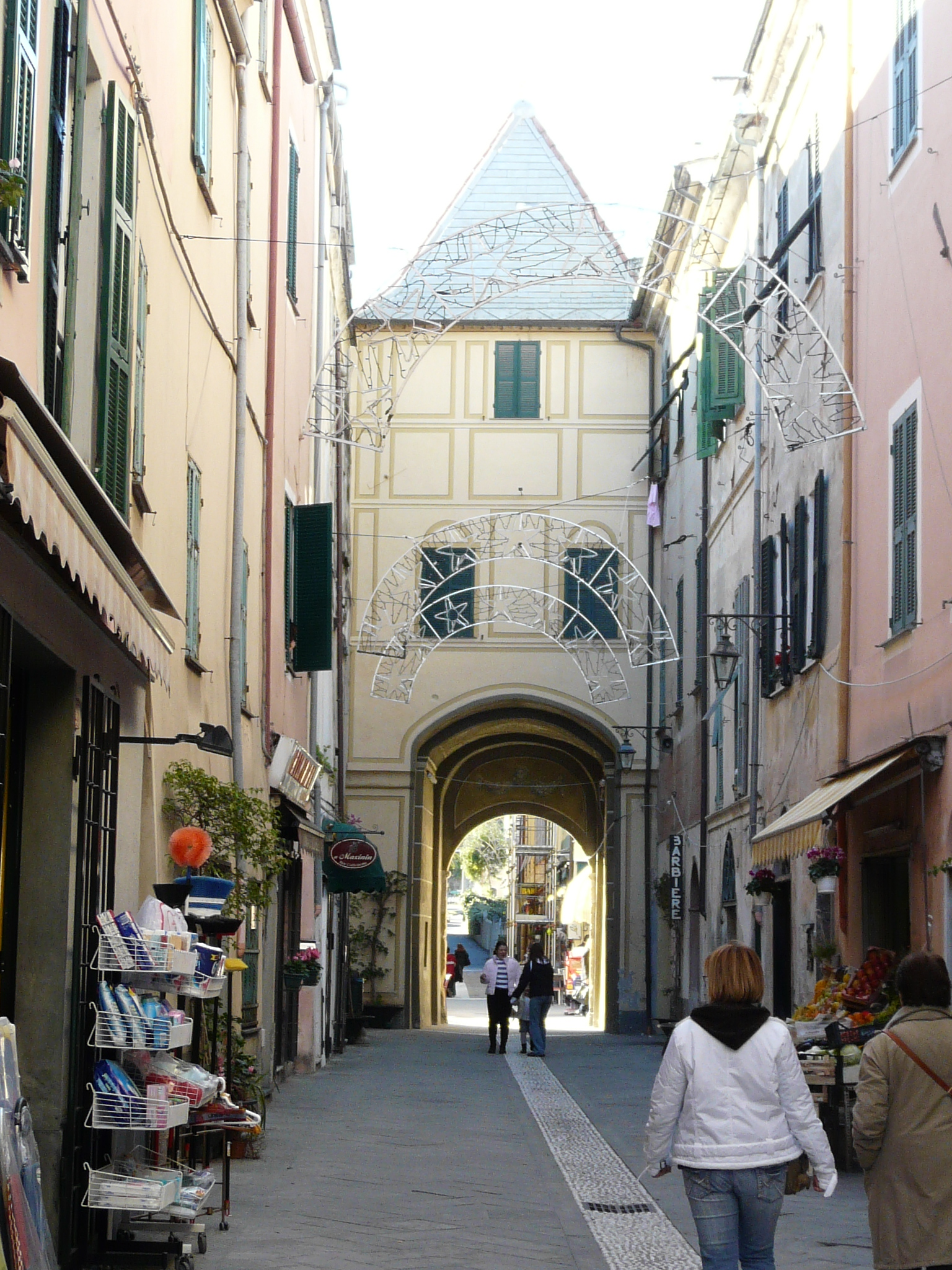
Una porta del centro storico di Borghetto Santo Spirito

Il ritrovamento di un'ara in pietra grigia nel gennaio 1871, durante la costruzione del castello-residenza dell'ingegner Borelli presso Capo d'Anzio, potrebbe far risalire all'età romana un primo insediamento umano a Borghetto, ma è alquanto probabile che già ai tempi della preistoria questa piana del torrente Varatella fosse abitata dai primi abitanti della tribù dei Liguri.
 Un'ulteriore testimonianza del passato romano è la presenza di un ponte di quell'epoca — denominato localmente come "pontasso" — a servizio della via Julia Augusta presso il rio Casazze lungo il tratto interno tra Borghetto Santo Spirito e Loano.
L'origine del termine "Santo Spirito" andrebbe ricercata, secondo le nozioni storiche locali, dal nome di una chiesa con annesso ospizio intitolati al Santo Spirito che furono fondati presso il Capo d'Anzio dai frati Ospedalieri di Roma l'11 marzo 1154: la struttura passò poi tra il XII e il XIII secolo ai monaci dell'abbazia di San Pietro in Varatella (Toirano).
Un atto di vendita rogato nel 1254 dal notaio Oddone Ferrario testimonia la presenza e la cessione di un terreno presso la "Braia di Capo d'Anzio" (oggi il luogo è denominato come Braia di Cadanzo e localizzabile tra i confini amministrativi con Ceriale, alle falde del monte Piccaro) dal proprietario Jacobo Roncario de Ripa al toiranese Guglielmo Masino per 20 lire genovini; lo stesso termine "de Ripa" corrisponderebbe all'attuale Riva, posta ai confini comunali tra Borghetto e Loano.
La fondazione di un nuovo insediamento urbano presso la piana del torrente Varatella, lungo la costa e oltre i confini del già esistente feudo di Toirano, si attuò nel corso del 1288 dopo l'acquisto da parte del Comune di Albenga di ampi appezzamenti di terreno da alcune famiglie del luogo. La nuova "Villa di Capo d'Anzio" — così è citato nei primi documenti dell'epoca — si sviluppò con un'incessante opera di edificazione per tutto il decennio successivo, a cui parteciparono anche uomini di Toirano e Albenga, che dopo la costruzione di una cinta muraria presso la foce del Varatella nel 1297 vide la conclusione del nuovo borgo: il Burgus Sancti Spiritus, così citato dal 23 gennaio 1292.

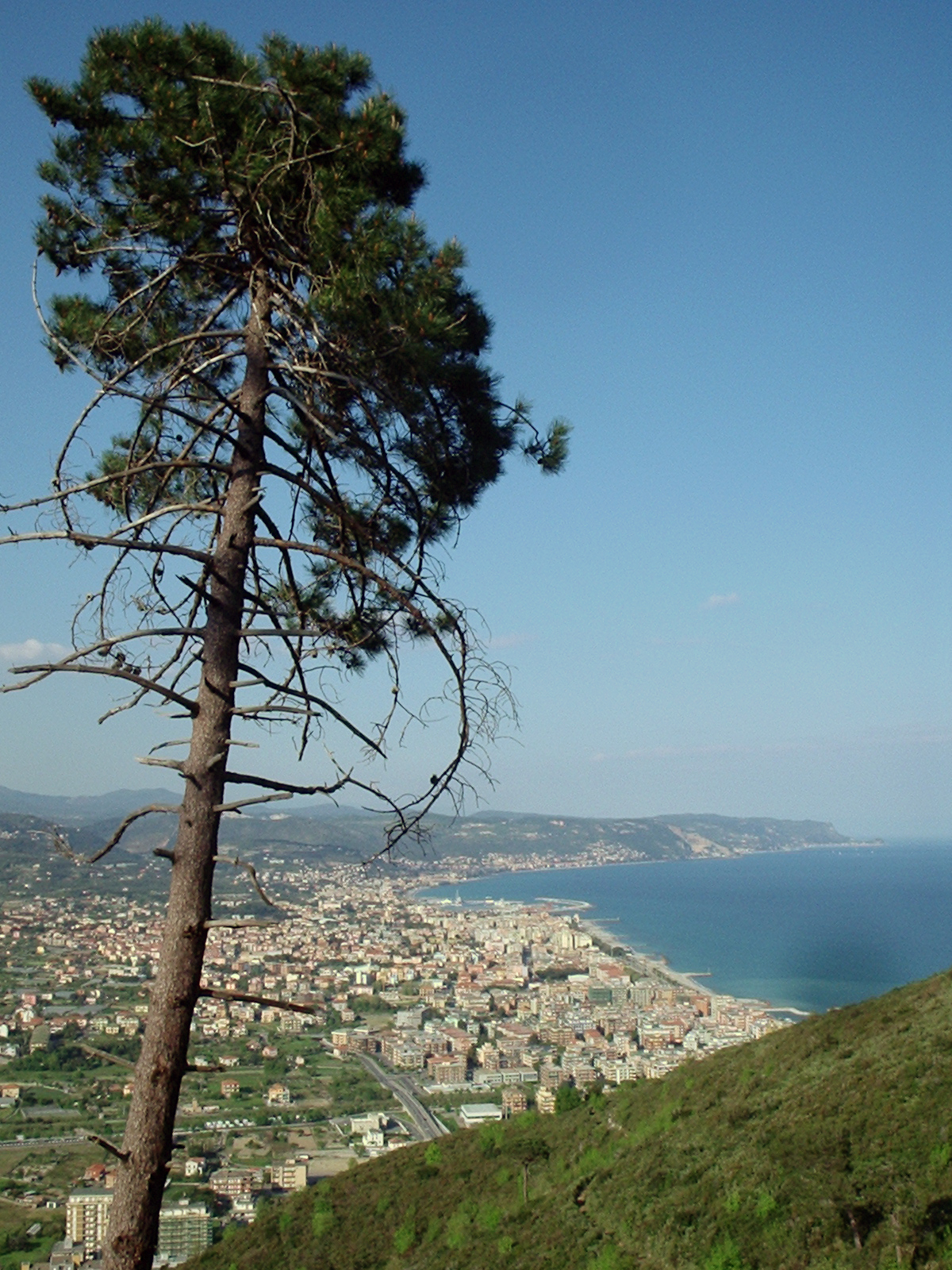
Gli abitati di Loano e di Borghetto Santo Spirito

Dotato di propri statuti dallo stesso 1288, ma di fatto alle dipendenze amministrative, economiche e soprattutto politiche di Albenga (e, conseguentemente, della Repubblica di Genova) il nuovo borgo costiero nel 1326 risultò avere la presenza di 111 fuochi (famiglie) all'interno delle mura cittadine che nel corso del 1310 furono rinforzate. Quattro principali porte (la porta della Marina o "portino"-"portello"; la porta di Levante o di Loano o "del verzario"; la porta di Toirano e la porta occidentale verso Ceriale) chiudevano i varchi del rettangolare centro storico borghettino, sviluppatosi seguendo lo stile architettonico della medievale Albenga con due principali vie longitudinali centrali e, ai lati, vie minori. Con il passare dei secoli la crescente comunità di Borghetto Santo Spirito, ancora soggetta al potere ingauno e alle sue autorità (il podestà), cercò più volte di ottenere una maggiore indipendenza o comunque una maggiore autonomia amministrativa ed economica dal capoluogo, ma fenomeni ogni volta contrastati da Albenga che mal vedeva anche solo un'ipotetica espansione del borgo al di fuori delle mura.
Solamente nel corso del XVI secolo l'amministrazione albenganese autorizzò lo spostamento dell'antico ospedale di Santo Spirito, situato presso il Capo d'Anzio, nella nuova costruzione che sorse poco oltre le mura di ponente, i locali che dal 1797 al 1917 ospiteranno la prima sede municipale. Una nuova espansione verso il territorio di Loano, dominato dai principi conti Doria, che lentamente si attuò a partire dal Seicento man mano che si procedeva alla bonifica di quella zona paludosa a ridosso della marina. Il 2 luglio 1637 è attestato nelle cronache l'assalto piratesco al borgo di Borghetto ma che, grazie anche alle sue mura, fu rapidamente contrastato dagli stessi abitanti; la tradizione religiosa attribuisce, inoltre, lo scampato pericolo per opera dell'intercessione della Madonna della Guardia.
Fu la vittoria dei soldati napoleonici nella battaglia di Loano del novembre 1795 ad aprire la strada a quella "rivoluzione" che nel 1797 portò alla caduta della Repubblica di Genova e conseguentemente alla nascita della Repubblica Ligure. E durante questi passaggi storici Borghetto Santo Spirito vide la sua definitiva indipendenza amministrativa da Albenga con l'ufficializzazione dell'omonima municipalità (1797) composta da 567 abitanti.
Con la dominazione francese il territorio di Borghetto Santo Spirito rientrò dal 2 dicembre 1797 nel Dipartimento della Maremola, con capoluogo Pietra, all'interno della Repubblica Ligure. Dal 28 aprile del 1798 fece parte del III cantone, con capoluogo Pietra, della Giurisdizione delle Arene Candide e dal 1803 centro principale del VI cantone della Maremola nella Giurisdizione di Colombo. Annesso al Primo Impero francese, il territorio borghettino dal 13 giugno 1805 al 1814 fu inserito nel Dipartimento di Montenotte.
Nel 1815 fu inglobato nella provincia di Albenga del Regno di Sardegna, così come stabilì il Congresso di Vienna del 1814, e successivamente nel Regno d'Italia dal 1861. Dal 1859 al 1927 il territorio fu compreso nel I mandamento di Albenga del Circondario di Albenga facente parte della provincia di Genova; nel 1927 con la soppressione del circondario ingauno passò, per pochi mesi, nel circondario di Savona e, infine, sotto la neo costituita provincia di Savona.
In seguito al'armistizio dell'8 settembre 1943 venne occupata dai nazisti e venne liberata, insieme a tutta la provincia, dagli alleati nel 1945.

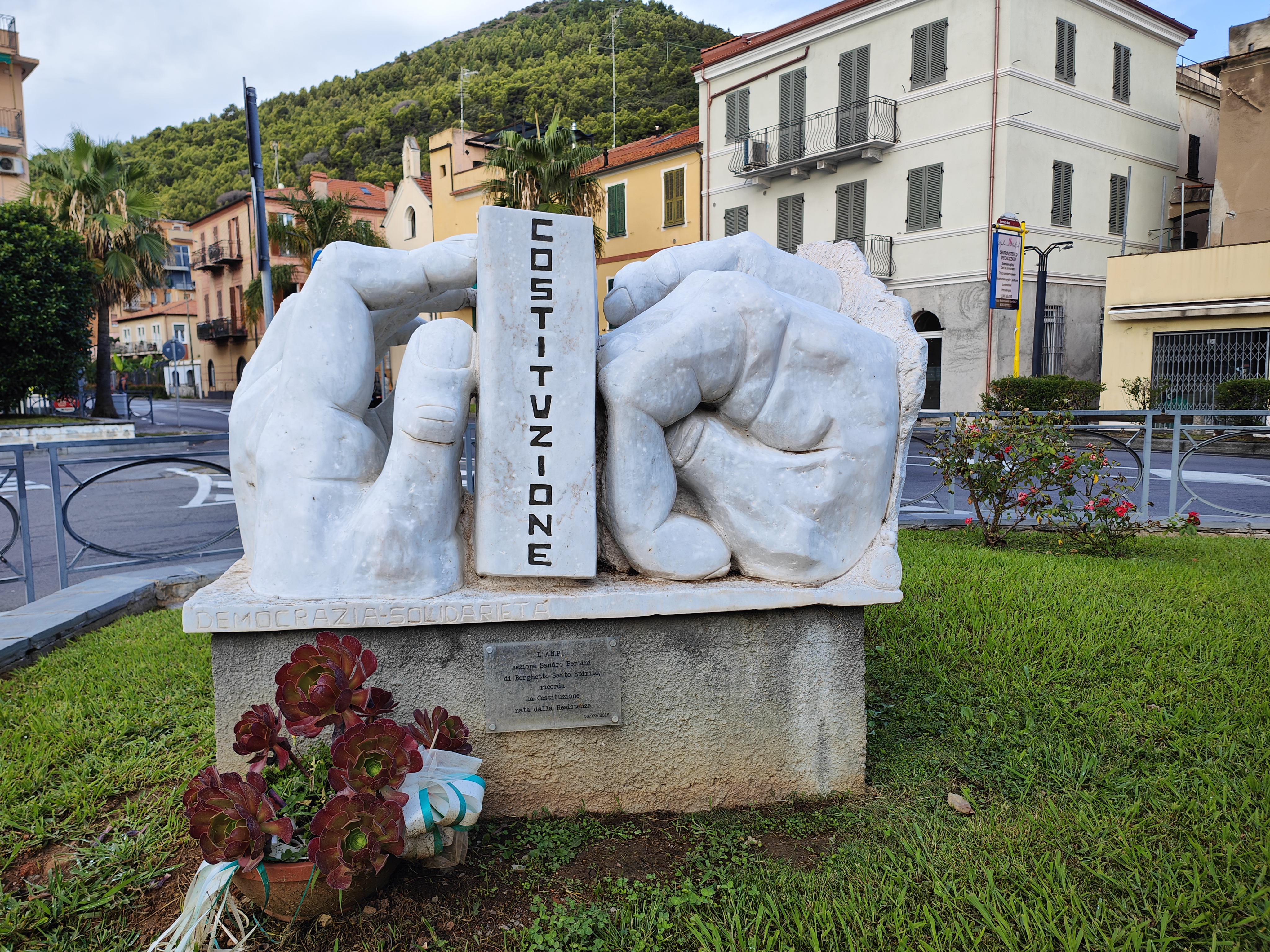
Monumento di Simone Finotti dedicato alla costituzione italiana, davanti Palazzo Pietracaprina, piazza della Libertà, a cura dell'ANPI locale

L'arrivo della tratta ferroviaria Ventimiglia-Genova nel 1872 portò alla fine dell'isolamento della riviera ponentina e, allo stesso tempo, alla nascita dei primi movimenti turistici e vacanzieri di fine Ottocento e inizio Novecento.
Negli anni sessanta-settanta del XX secolo il territorio è stato oggetto di un elevato e spesso incontrollato sviluppo urbanistico che ha fortemente modificato la struttura storica dell'abitato. Rendendolo di fatto uno dei peggiori esempi di edificazione selvaggia, senza regole e senza alcuna pianificazione della Liguria. La diffusione di palazzi anonimi è senza alcun tipo di spazio verde, scarsamente mantenuti e molto datati e senza un minimo di senso estetico ha creato un paese molto confusionario e che ha stravolto il piccolo borgo originario circondato da orti e ulivi. Ad oggi nonostante gli sforzi e gli investimenti per renderlo più digeribile e turisticamente intressante hanno solamente mitigato l' enorme scempio edilizio eredità degli anni 60 e 70. Curioso il fatto che essendo una località di mare non ha una vero e propone lungomare perché totalmente ingombro di costruzioni.

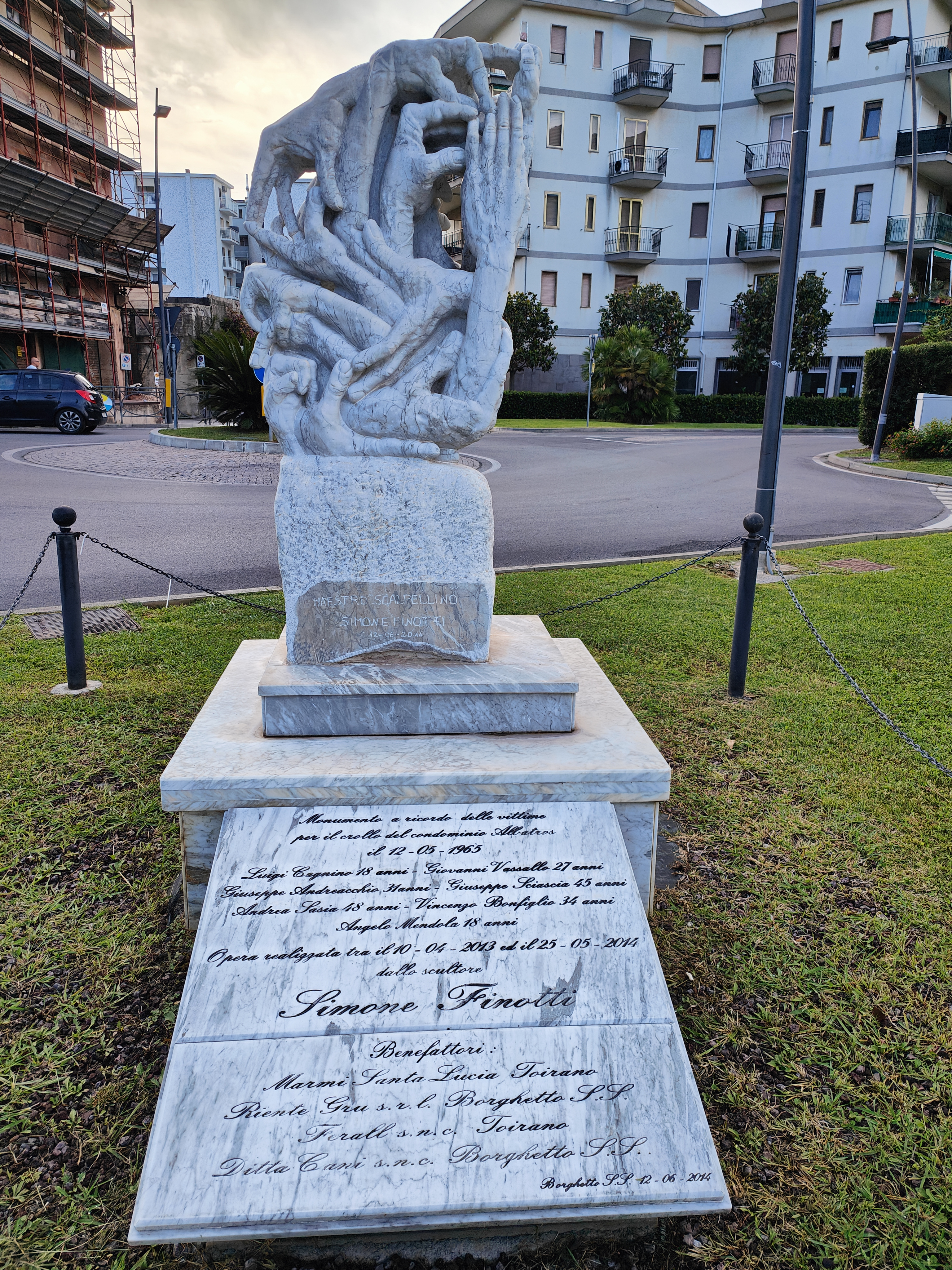
Caduti sul lavoro: nome dato alla piazza per la tragedia avvenuta il 12 maggio 1965. Il monumento chiamato "Amok" è stato dedicato ai lavoratori impegnati nel palazzo "Albatros" crollato improvvisamente quasi verso fine lavori. Opera dello scultore Simone Finotti

Il 12 maggio 1965, ore 13:40 una intera ala (la sud-ovest, quella nord-est rimase invece pressoché intatta) di un grande condominio in fine costruzione, quasi completato, a cui fu dato il nome di "Albatros", dove vi era il bivio per Toirano (oggi vi è una rotonda) crollò improvvisamente, 12 persone che lavoravano furono travolte, 5 si salvarono ma purtroppo sette operai edili persero le vite: la grave tragedia è ricordata da un monumento con il nome, a ragion veduta, di Amok, termine usato proprio a testimonianza della rabbia per un'offesa, non sopportabile, ricevuta dal destino a cui si somma lo stress cumulato che mette a dura prova una vita. 
È stato inaugurato nell'agosto 2014 , a cura dell'Amministrazione Comunale.
Furono eseguite delle perizie dettagliate e dopo fu ordinata, per la pubblica incolumità, la totale demolizione della struttura che fu fatta alle ore 16.18 del 28 maggio 1965. Nulla oggi resta di quei muri. Il 12 maggio 1965 è una data tragica che vuole rimanere impressa nella storia della cittadina, anche a ricordo delle strazianti scene degli amici e famigliari, molti del sud Italia che giunsero qui sperando di ritrovare ancora vivi i loro cari che fece titolare il giornalista Giorgio Lunt (inviato per Stampa Sera per le cronache delle varie edizioni dei Festival di Sanremo di quegli anni) "il cammino della speranza" sul quotidiano La Stampa del giorno 13 maggio 1965.
Dal 1973 al 31 dicembre 2008 ha fatto parte della Comunità montana Pollupice. Dal 4 dicembre 2014 alla primavera del 2015 ha fatto parte dell'Unione dei comuni della Riviera delle Palme e degli ulivi.

### Simboli
Stemma
Il nuovo stemma è andato a sostituire il precedente simbolo civico concesso all'amministrazione borghettina con D.P.R. del 23 luglio 1968 che era d'argento, al castello di rosso, fondato sul mare d'azzurro, ombrato d'argento, e sormontato da una spada d'oro che spezza una scimitarra, a ricordo degli scontri avvenuti nel 1637 tra i cristiani e alcune galee turche che avevano tentato di invadere il territorio.
Gonfalone
Bandiera

Lo stemma e il gonfalone sono stati concessi con decreto del presidente della Repubblica dell'8 settembre 2000.

## Monumenti e luoghi d'interesse

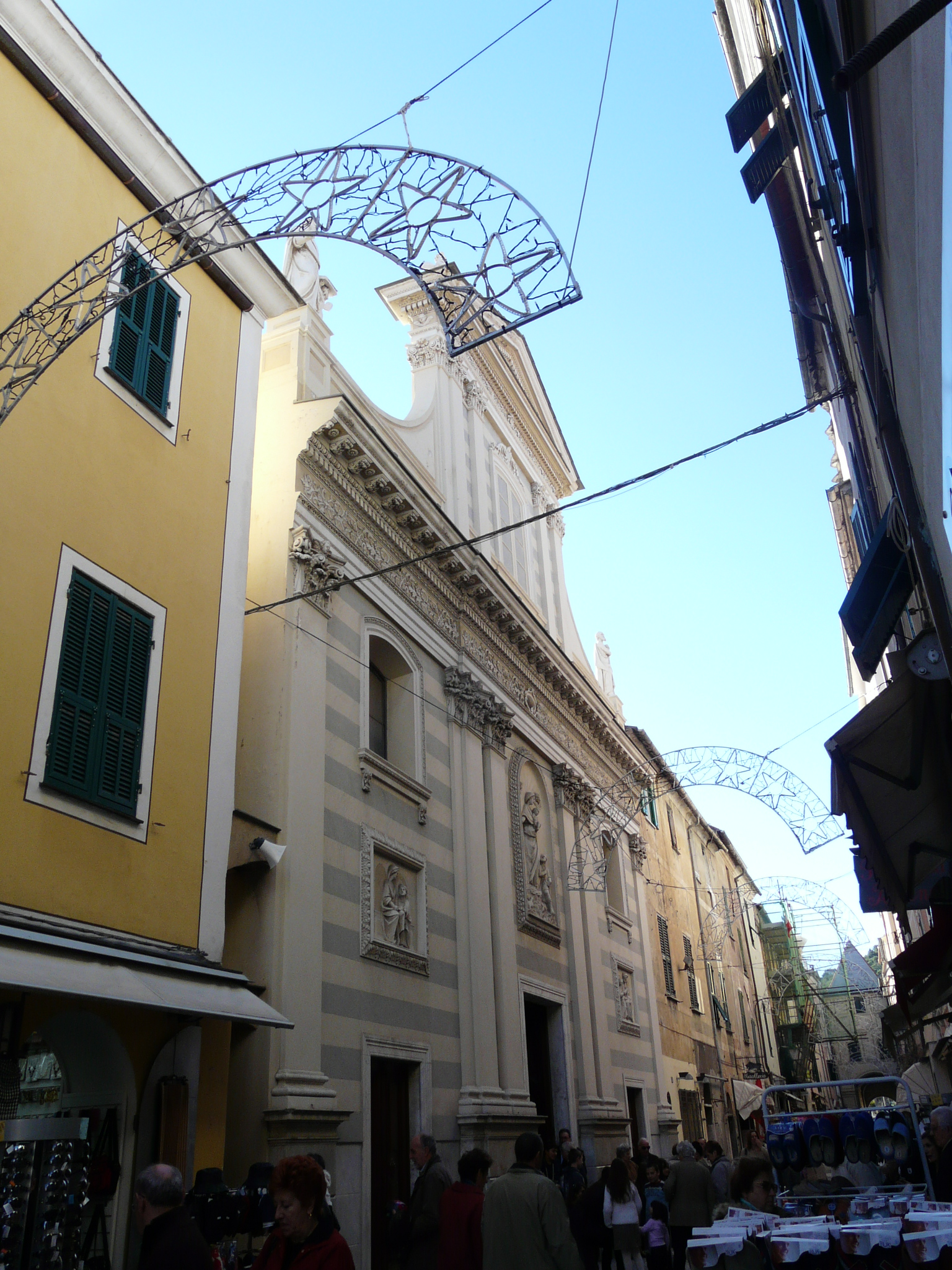
La chiesa di San Matteo nel centro storico di Borghetto

### Architetture religiose
- Chiesa parrocchiale di San Matteo nel centro storico borghettino. La struttura venne edificata nel XVII secolo, con il campanile in stile barocco. All'interno è presente un pregevole organo realizzato da Beniamino Giribaldi.
- Chiesa parrocchiale-santuario di Sant'Antonio da Padova a Borghetto Santo Spirito. Realizzata nel corso degli anni settanta del Novecento e consacrata il 25 febbraio 1984, l'architettura moderna si presenta ad unica navata a ventaglio con al centro la presenza dell'altare maggiore. L'elezione a santuario è stato concesso dal vescovo di Albenga-Imperia monsignor Mario Oliveri con decreto del 13 giugno 1995. Contiene una reliquia del santo.
- Cappella della Madonna degli Angeli a Borghetto Santo Spirito.

### Architetture civili

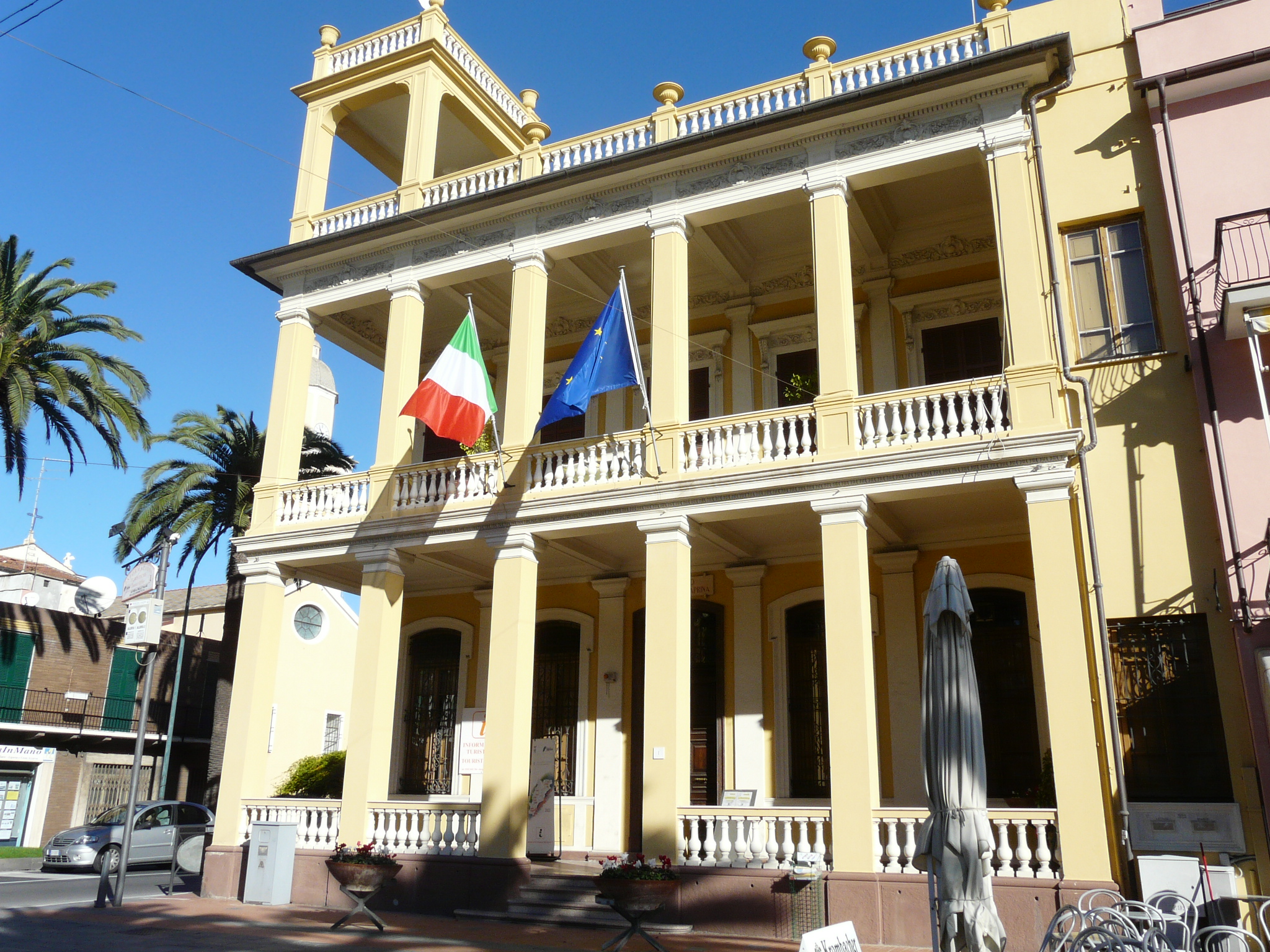
Palazzo Pietracaprina, verso la piazza che porta alla stazione è l'attuale sede dei servizi sociali, degli Uffici Turismo, Cultura e Sport oltre che dei servizi demografici. La sede ospita anche l'Ufficio di Informazione ed Accoglienza Turistica. Dal 2000 vi è una sede distaccata in via Ticino.

- Palazzo Pietracaprina in piazza Libertà. Fu costruito durante gli anni 1915-16 per conto di Elena Pietracaprina Rivara, la vedova di Santiago Marexiano, ricchi benefattori emigrati in Uruguay, dove crearono grandi industrie. Lei donò in data 19 marzo 1920 questo palazzo alla città, divenendo da allora di proprietà comunale. Il fabbricato venne sempre usato, anche per volontà della benefattrice per "uso di uffici pubblici".[13]

### Architetture militari
- Castello Borelli. Sito a Capo Santo Spirito è stato costruito nel XIX secolo.

### Architetture industriali
- Ex oleificio Roveraro: sito sulla via Aurelia è stato costruito all'inizio del XX secolo.

### Sculture
- "Caduti sul lavoro": scolpita a mano nel marmo bianco di Carrara dallo scultore borghettino Simone Finotti nel 2015, in piazza Caduti sul lavoro dedicata alle sette vittime dell'improvviso crollo di una parte del condominio in fase di ultimazione "Albatros" del 12 maggio 1965.
- "Resistenza e Costituzione": scolpita a mano nel marmo bianco di Carrara dallo scultore borghettino Simone Finotti nel 2014, in piazza Libertà, fronte "Palazzo Pietracaprina" di proprietà comunale.

### Percorso pedonale con Ceriale
Pensato già dal 2014, è stato realizzato negli anni dal 2016 all'inizio del 2025 il percorso che collega la città con l'area di Capo Santo Spirito, castello Borrelli e la confinante Ceriale.

## Società

### Evoluzione demografica
Abitanti censiti

### Etnie e minoranze straniere
Secondo i dati Istat al 31 dicembre 2019, i cittadini stranieri residenti a Borghetto Santo Spirito sono 477, così suddivisi per nazionalità, elencando per le presenze più significative:
1. Albania, 157
2. Marocco, 80
3. Romania, 52
4. Ecuador, 41
5. Egitto, 26
6. Perù, 25

## Geografia antropica

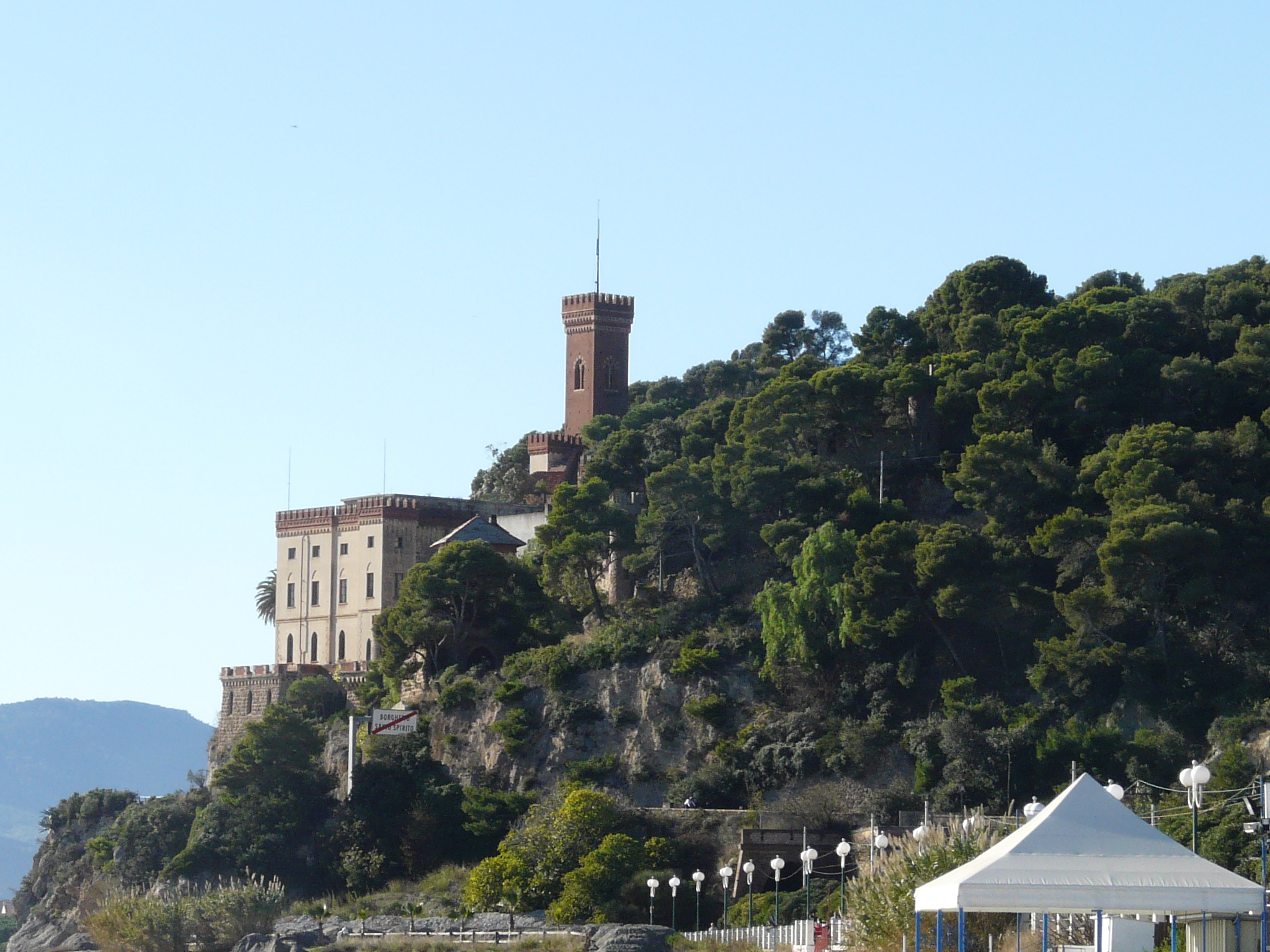
Il castello Borelli nel 2008 quando non c'era la passerella panoramica collegante con Ceriale e l'area sottostante, verso le gallerie ferroviarie, era costituita da terriccio, roccia e vegetazione

Il territorio comunale è costituito dai "borghi" di Borgo Marina, Borgo d'Anzio, Castellaro, Giardini, Patarello e Pontassi per una superficie territoriale di 5,39 km².
Confina a nord con il comune di Boissano e Loano, a sud con Ceriale, a ovest con Toirano e a est è bagnato dal mar Ligure.

## Economia
Si basa, oltre che al turismo, alla coltivazione dell'ulivo e degli ortaggi (specialmente gli asparagi e i carciofi) e la produzione di frutta come pesche e albicocche.
La località ha ottenuto dalla FEE-Italia (Foundation for Environmental Education) il conferimento della bandiera blu per la qualità delle sue spiagge.

## Infrastrutture e trasporti

### Strade
Il territorio di Borghetto Santo Spirito è attraversato principalmente dalla vecchia via Aurelia che permette il collegamento stradale con Ceriale, a ovest (da piazza Libertà al comune cerialese 2,3 km.) e Loano a est (da piazza Libertà al comune loanese 3,2 km.). 
La provinciale 60 che conduce a Toirano consente due percorsi: il primo se si prende la svolta che porta a  Boissano, distante 6,6 km. che si riduce a 6,1 km. passando da Loano, via dei Gazzi e viale Silvio Amico; il secondo porta al Giogo di Toirano e prosegue per Bardineto distante da Borghetto Santo Spirito 23 km.
Borghetto S.S. è raggiungibile anche grazie al proprio casello autostradale sull'autostrada A10, distante da piazza Caduti sul lavoro 2,2 km. Il casello fu inaugurato e aperto al traffico nel luglio 2005.

### Il percorso panoramico con Ceriale

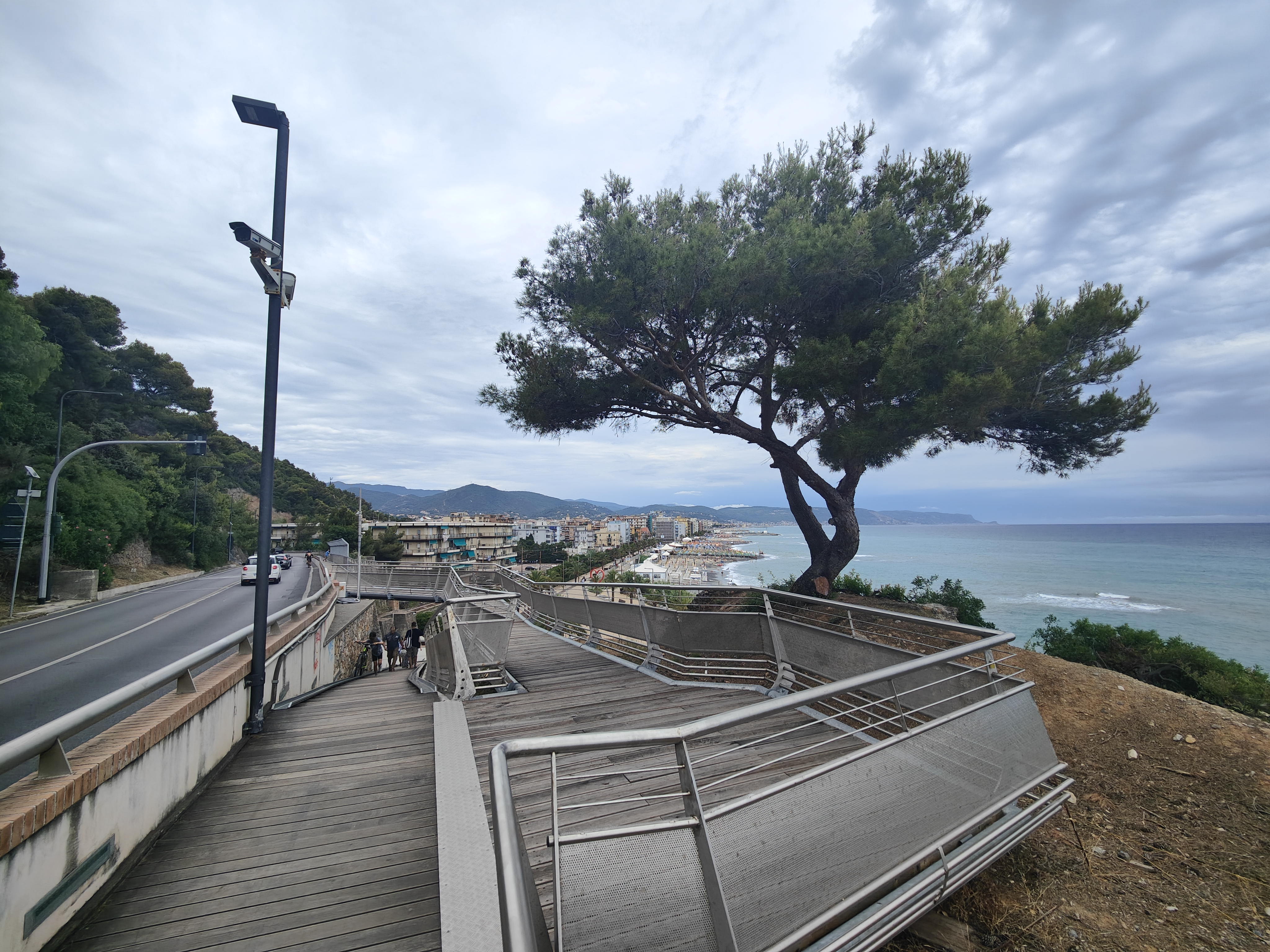
Vista di Borghetto Santo Spirito dalla passeggiata proveniente da Ceriale. Le scale sono dotate, su entrambi i lati (sui versanti delle due città) di canaline d'acciaio per agevolare il trasporto delle biciclette

Anche se contestata dalla sua ideazione (2014) per i costi, per le difficoltà progettuali e per i vari blocchi alla viabilità sull'Aurelia per i cantieri è stata realizzata, grazie alla collaborazione con la confinante Ceriale, una passerella resa sicura da luci, telecamere e semafori per collegare le due città fra di loro insieme al nuovo complesso immobiliare nell'area del Castello Borrelli. L'avvio iniziale dei lavori avvenne a dicembre-aprile 2016-17 anche per la lunghezza della sistemazione della rete idrica e delle acque della rete nera col confinante comune cerialese.

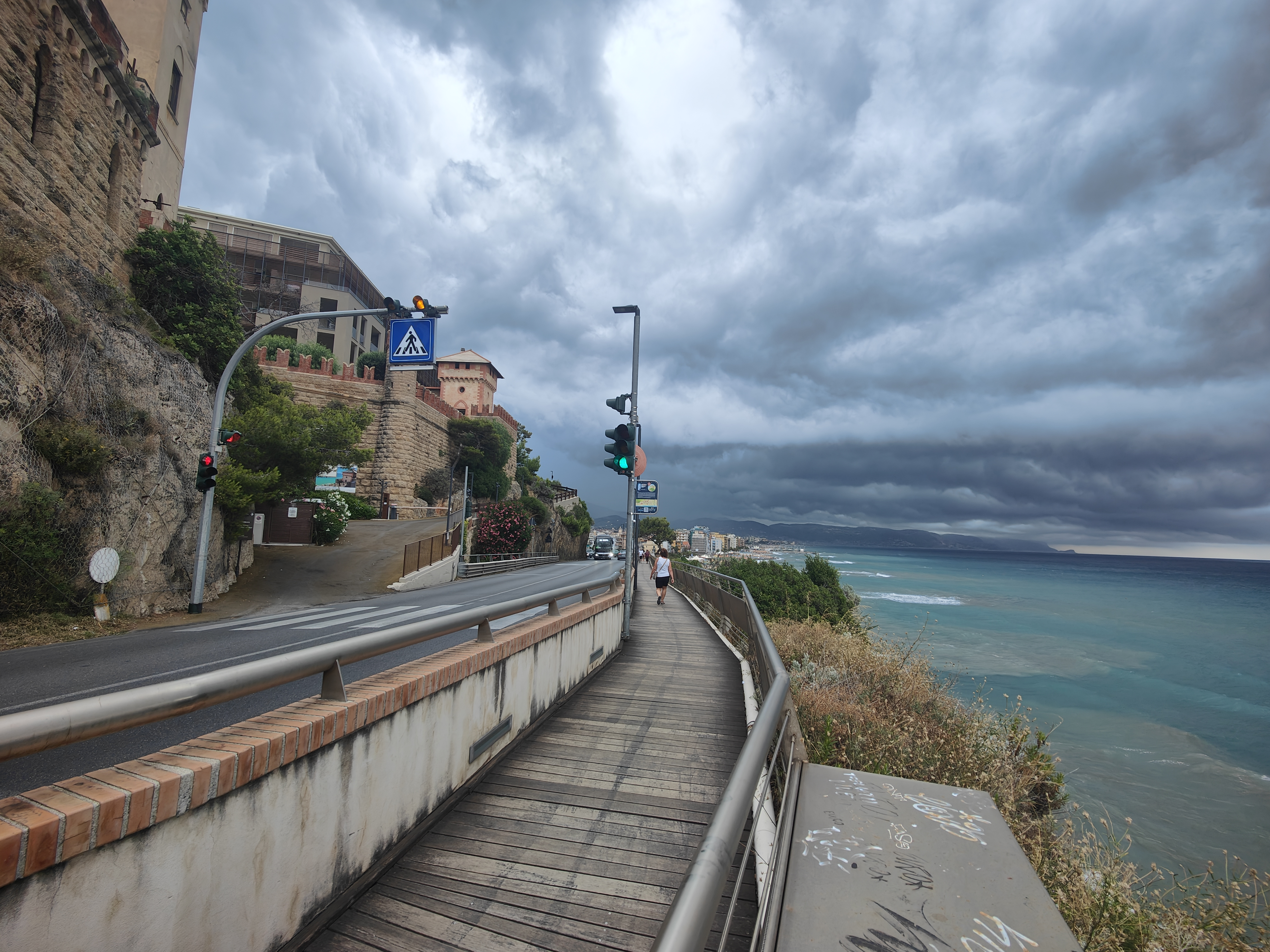
La passeggiata vista all'altezza del castello Borelli, accanto al quale, sorge un nuovo complesso immobiliare che ha rivoluzionato quest'area, prima a scorrimento veloce, dell'Aurelia per l'installazione dei passaggi pedonali, di semafori e telecamere

A fine gennaio 2025 con la posa della protezione d'acciaio (su indicazione dei tecnici Rfi a protezione della linea) il percorso è stato totalmente completato, per una lunghezza totale di circa 467 metri e con un investimento complessivo di 800 mila euro.

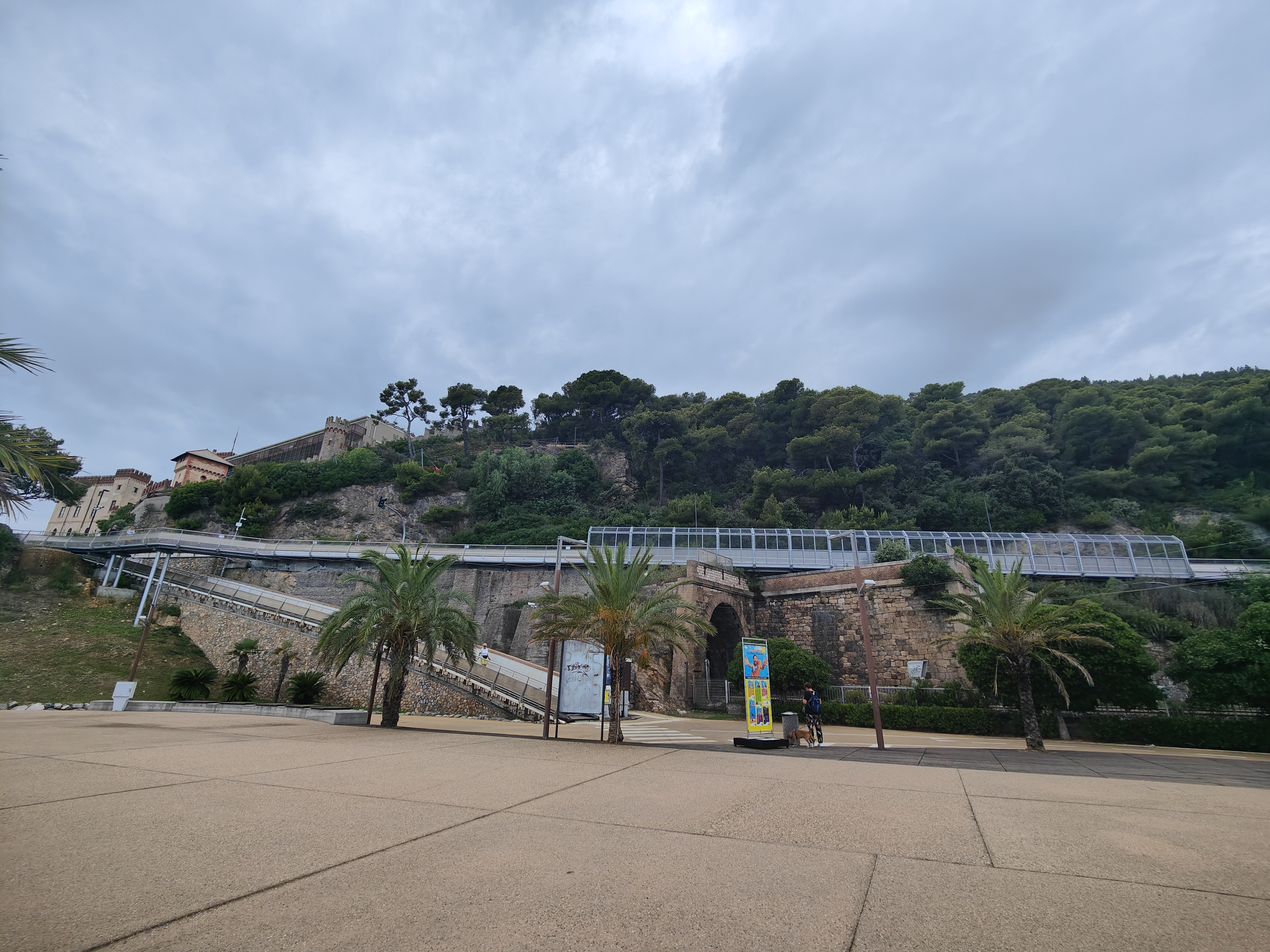
La nuova piazzetta dopo il vecchio cimitero lato mare (oltre la ferrovia) con panchine, toilette pubblica e due abbeveratoi dove prima esisteva solamente terriccio e roccia con vegetazione; in alto visibile la struttura della passerella verso Ceriale con i piloni, gli ancoraggi, i tubi delle acque bianche e nere e le nuove protezioni d'acciaio per la linea ferroviaria. A Sx il castello Borrelli, capo Santo Spirito

### Ferrovie
Borghetto Santo Spirito è dotata di una stazione ferroviaria sulla linea ferroviaria Genova-Ventimiglia.

## Depuratore consortile
Riveste particolare importanza per l'economia della zona (ma anche per la salubrità) la presenza, sulla strada che conduce a Toirano, in territorio borghettino, del depuratore delle acque che serve anche il comune di Ceriale con i suoi terreni collegato con 6 km. di tubature, passanti sotto la passerella panoramica che conduce al paese rivierasco. Lo  funzione è di filtrare, depurare rendere l'acqua potabile per poi distribuirla a tutte le varie utenze sia private che aziendali.  Il lavoro della struttura continua  anche dopo il cicli dell’acqua utilizzata, facendola defluire nella rete fognaria, depurandola negli appositi impianti e infine restitituendola pulita all’ambiente. Le varie fasi della costituzione segnano l'inizio nell'anno 2003, quando fu realizzata la sghiaiatura, la grigliatura fine e la dissabbiatura; invece per quello che riguarda la fase secondaria, (in funzione dal 2009) fu completata con la depurazione dei processi biologici mediante l'ausilio della "ultrafiltrazione a membrane cave"..
Vi è in progetto di estendere il servizio alla città di Albenga

## Amministrazione

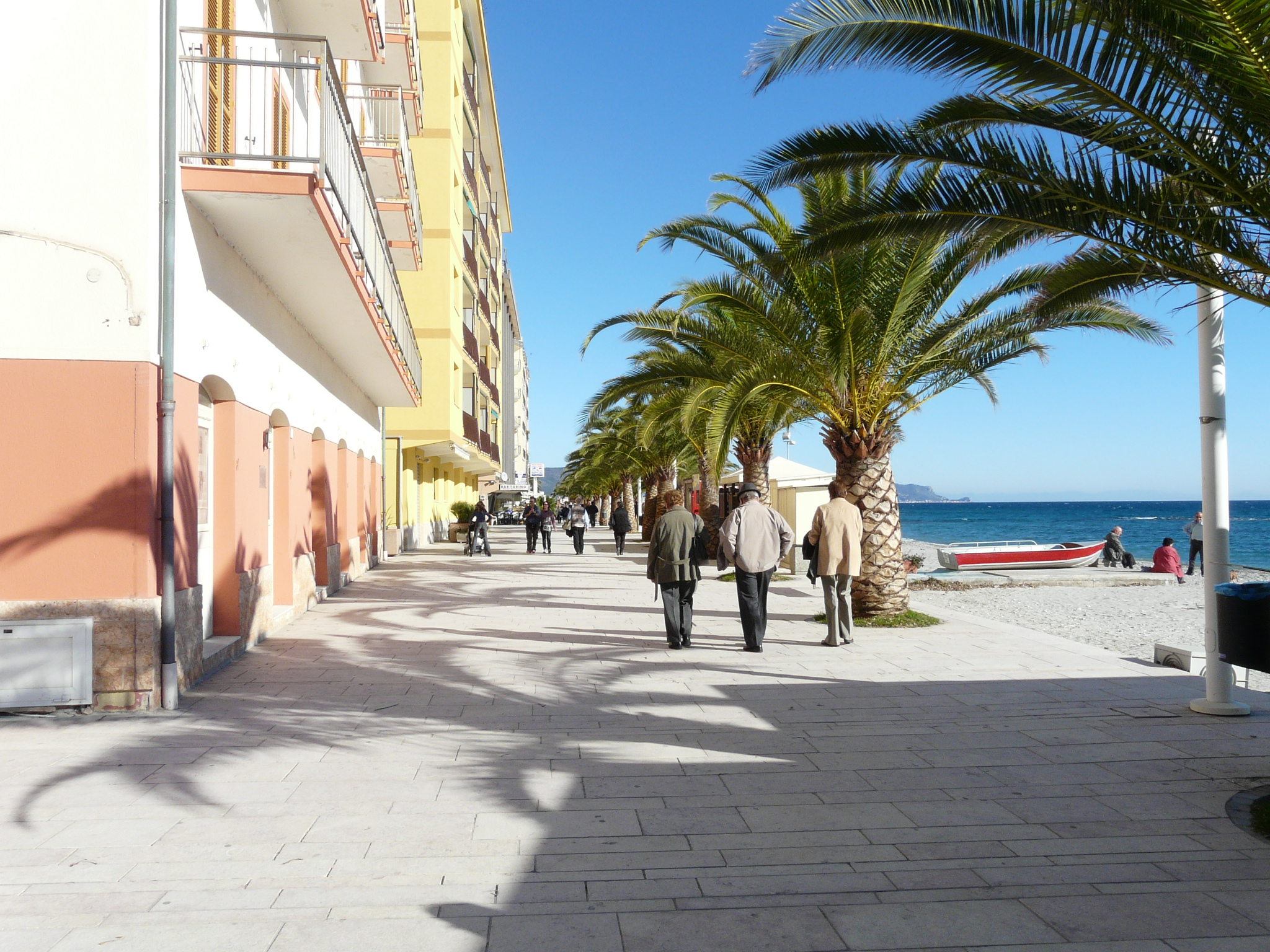
Il lungomare di Borghetto Santo Spirito

| Periodo          | Periodo          | Primo cittadino            | Partito                                             | Carica         | Note   |
| ---------------- | ---------------- | -------------------------- | --------------------------------------------------- | -------------- | ------ |
| 1945             | 1946             | Luigi Vacca                |                                                     | Sindaco        |        |
| 1946             | 1951             | Giacomo Cavallino          | Democrazia Cristiana                                | Sindaco        |        |
| 1951             | 1960             | Giuseppe Rocca             | Democrazia Cristiana                                | Sindaco        |        |
| 1960             | 1972             | Silvano Barone             | Democrazia Cristiana                                | Sindaco        |        |
| 1972             | 1975             | Angelo Tito Reale          | Democrazia Cristiana                                | Sindaco        |        |
| 1975             | 1984             | Pierluigi Bovio            | Partito Comunista Italiano                          | Sindaco        |        |
| 13 agosto 1984   | 27 maggio 1989   | Gianluigi Figini           | Partito Socialista Italiano                         | Sindaco        |        |
| 15 luglio 1989   | 25 ottobre 1990  | Gianluigi Figini           | Partito Socialista Italiano                         | Sindaco        |        |
| 19 dicembre 1990 | 6 luglio 1992    | Riccardo Badino            | Partito Democratico della Sinistra                  | Sindaco        |        |
| 6 luglio 1992    | 23 dicembre 1992 | Sergio Grandesso Silvestri |                                                     | Comm. straord. |        |
| 13 febbraio 1993 | 17 novembre 1997 | Riccardo Badino            | lista civica di centro-sinistra                     | Sindaco        |        |
| 17 novembre 1997 | 28 maggio 2002   | Franco Malpangotto         | Forza Italia                                        | Sindaco        |        |
| 28 maggio 2002   | 29 maggio 2007   | Franco Malpangotto         | Casa delle Libertà                                  | Sindaco        |        |
| 29 maggio 2007   | 6 maggio 2012    | Santiago Vacca             | Il Popolo della Libertà                             | Sindaco        |        |
| 24 maggio 2012   | 12 luglio 2016   | Giovanni Gandolfo          | Noi per Borghetto (lista civica di centro-sinistra) | Sindaco        | [ 28 ] |
| 12 luglio 2016   | 6 febbraio 2017  | Andrea Santonastaso        |                                                     | Comm. straord. | [ 29 ] |
| 6 febbraio 2017  | 12 giugno 2017   | Fabrizia Triolo            |                                                     | Comm. straord. | [ 30 ] |
| 12 giugno 2017   | 13 giugno 2022   | Giancarlo Canepa           | Borghetto c'è (lista civica di centro-destra)       | Sindaco        |        |
| 13 giugno 2022   | in carica        | Giancarlo Canepa           | Borghetto c'è (lista civica di centro-destra)       | Sindaco        |        |

## Sport

### Calcio
- F.C.D. Borghetto 1968, militante nel campionato di Prima Categoria.